# Bộ trưởng Bộ Nội vụ (Việt Nam)
Bộ trưởng Bộ Nội vụ Việt Nam là người đứng đầu Bộ Nội vụ Việt Nam. Đồng thời là thành viên của Chính phủ Việt Nam chịu trách nhiệm quản lý ngành tổ chức, cán bộ.

## Lịch sử
Bộ Nội vụ được thành lập ngay sau khi Việt Nam Dân chủ Cộng hòa ra đời. Ngày 28/8/1945, Võ Nguyên Giáp được bổ nhiệm làm Bộ trưởng Bộ Nội vụ, lãnh đạo Bộ và công việc tổ chức chính quyền, an ninh, nội trị trong thời kỳ Việt Nam mới giành lại được độc lập.
Trong thời gian đầu Bộ trưởng Bộ Nội vụ là người có quyền lực thứ 2 trong Chính phủ, được phép ký một loạt sắc lệnh quan trọng quy định những việc như thiết quân luật, quy định về Quốc kỳ, mở cuộc Tổng tuyển cử,... dưới danh nghĩa "Thay mặt Chủ tịch Chính phủ lâm thời, Bộ trưởng Bộ Nội vụ".
Ngày 21/02/1946, Chính phủ đã ban hành Sắc lệnh thành lập Việt Nam Công an vụ trực thuộc Bộ Nội vụ. Ban đầu có nhiệm vụ: Tìm kiếm và tập trung các tin tức và tài liệu liên quan đến sự an toàn của quốc gia ở cả trong và ngoài nước; đề nghị và thi hành các phương pháp đề phòng những hành động của người Việt Nam hay người nước ngoài gây rối trật tự an ninh của đất nước; điều tra những hành động trái phép và truy tìm can phạm gửi lên toà án xét xử.
Ngày 29/05/1946, Chủ tịch Hồ Chí Minh đã ký Sắc lệnh cử Bộ trưởng Bộ Nội vụ Huỳnh Thúc Kháng sẽ thay người ký những công văn thường ngày của Chính phủ và Chủ tọa Hội đồng Chính phủ. Trong Chính phủ Liên hiệp kháng chiến thì người đứng đầu hai bộ quan trọng: Bộ Nội vụ và Bộ Quốc phòng, phải là các nhân sĩ trung lập. Bộ trưởng Bộ Nội vụ Huỳnh Thúc Kháng thuộc vai trò nhân sĩ trung lập.
Ngày 16/02/1953, Chủ tịch Hồ Chí Minh ký Sắc lệnh thành lập Thứ Bộ công an thuộc Bộ Nội vụ. Theo Sắc lệnh này, Việt Nam Công an vụ thuộc Bộ Nội vụ được đổi lại thành Thứ Bộ công an. Lãnh đạo Thứ Bộ công an là một Thứ trưởng. Tháng 8/1953, Hội đồng Chính phủ quyết định đổi Thứ Bộ công an thành Bộ Công an. Từ đây Bộ Công an tách ra khỏi Bộ Nội vụ, trở thành một Bộ của Chính phủ. Từ đây về sau Bộ Nội vụ hoạt động đi vào ổn định với nhiệm vụ chính về tổ chức xây dựng bộ máy chính quyền và công tác cán bộ, công chức.
Tại kỳ họp thứ nhất Quốc hội khóa V (tháng 6/1975), Quốc hội đã quyết định hợp nhất hai Bộ Công an và Bộ Nội vụ thành Bộ Nội vụ. Bộ mới tuy vẫn được gọi là Bộ Nội vụ nhưng lại chỉ làm nhiệm vụ cảnh sát, an ninh quốc gia và phòng cháy, chữa cháy. Ban Tổ chức của Chính phủ được thành lập với vai trò của Bộ Nội vụ cũ. Đứng đầu Ban Tổ chức của Chính phủ là Trưởng ban là thành viên trực thuộc Chính phủ.
Ngày 7/05/1990, Ban Tổ chức của Chính phủ được đổi tên thành Ban Tổ chức Cán bộ của Chính phủ. Chức vụ lãnh đạo Ban ngang với Bộ trưởng, còn được gọi Bộ trưởng, Trưởng ban Tổ chức Cán bộ của Chính phủ. Đến ngày 5/08/2002, Quốc hội khóa XI (kỳ họp thứ nhất) quyết định đổi tên Ban Tổ chức Cán bộ Chính phủ thành Bộ Nội vụ. Đứng đầu Bộ Nội vụ là Bộ trưởng, Bộ trưởng đầu tiên sau tái lập là Đỗ Quang Trung.

## Chức năng và nhiệm vụ
Bộ trưởng Bộ Nội vụ có chức năng và nhiệm vụ  sau đây:
- Chỉ đạo, điều hành Bộ thực hiện chức năng, nhiệm vụ và quyền hạn theo đúng quy định của Hiến pháp và pháp luật;
- Chịu trách nhiệm cá nhân trước Quốc hội, trước Chính phủ, trước Thủ tướng Chính phủ về toàn bộ công việc thuộc trách nhiệm và thẩm quyền, kể cả khi đã phân công hoặc ủy nhiệm cho các Thứ trưởng;
- Phân công Thứ trưởng phụ trách các lĩnh vực công tác;
- Phân cấp cho Ủy ban Nhân dân các tỉnh, thành phố trực thuộc Trung ương giải quyết một số công việc thuộc ngành, lĩnh vực quản lý của Bộ theo quy định của pháp luật;
- Ủy quyền hoặc phân cấp cho người đứng đầu các cơ quan, đơn vị thuộc và trực thuộc Bộ thực hiện một số công việc cụ thể trong khuôn khổ pháp luật;
- Chủ động phối hợp với các Bộ, cơ quan khác giải quyết các vấn đề có liên quan đến chức năng, nhiệm vụ của Bộ hoặc các nhiệm vụ khác do Bộ Chính trị, Ban Bí thư, Chính phủ, Thủ tướng Chính phủ giao;
- Chỉ đạo việc hướng dẫn, thanh tra, kiểm tra hoạt động của các Bộ, cơ quan ngang bộ, cơ quan thuộc Chính phủ, Ủy ban nhân dân các tỉnh, thành phố trực thuộc Trung ương, các cơ quan, đơn vị thuộc và trực thuộc Bộ trong việc thực hiện pháp luật, nhiệm vụ đã phân công, phân cấp thuộc lĩnh vực quản lý nhà nước của Bộ;
- Ký các văn bản thuộc thẩm quyền của Bộ trưởng.

## Quyền hạn
Theo khoản 5 điều 28, Luật Tổ chức Chính phủ 2015, trong thời gian Quốc hội không họp, theo đề nghị của Bộ trưởng Bộ Nội vụ, Thủ tướng Chính phủ sẽ quyết định giao quyền Bộ trưởng, Thủ trưởng cơ quan ngang bộ trong trường hợp khuyết Bộ trưởng hoặc Thủ trưởng cơ quan ngang bộ. Trong thời gian giữa hai kỳ họp Hội đồng nhân dân cấp tỉnh, theo đề nghị của Bộ trưởng Bộ Nội vụ, Thủ tướng Chính phủ sẽ quyết định giao quyền Chủ tịch Ủy ban nhân dân cấp tỉnh trong trường hợp khuyết Chủ tịch Ủy ban nhân dân cấp tỉnh.

## Danh sách Bộ trưởng
| STT                                                          | Bộ trưởng                       | Bộ trưởng                          | Nhiệm kỳ                        | Nhiệm kỳ                        | Nhiệm kỳ                        | Chức vụ trước đó                                                             | Ghi chú |
| STT                                                          | Bộ trưởng                       | Bộ trưởng                          | Bắt đầu                         | Kết thúc                        | Số ngày                         | Chức vụ trước đó                                                             | Ghi chú |
| Bộ trưởng Bộ Nội vụ (1945-1975)                              | Bộ trưởng Bộ Nội vụ (1945-1975) | Bộ trưởng Bộ Nội vụ (1945-1975)    | Bộ trưởng Bộ Nội vụ (1945-1975) | Bộ trưởng Bộ Nội vụ (1945-1975) | Bộ trưởng Bộ Nội vụ (1945-1975) | Bộ trưởng Bộ Nội vụ (1945-1975)                                              | Bộ trưởng Bộ Nội vụ (1945-1975) |
| ------------------------------------------------------------ | ------------------------------- | ---------------------------------- | ------------------------------- | ------------------------------- | ------------------------------- | ---------------------------------------------------------------------------- | --- |
| 1                                                            |                                 | Võ Nguyên Giáp (1911-2013)         | 28 tháng 8 năm 1945             | 2 tháng 3 năm 1946              | 186 ngày                        | Ủy viên Ủy ban Dân tộc Giải phóng Việt Nam                                   | - Đảng viên Đảng Cộng sản Việt Nam - Ủy viên Thường vụ Trung ương Đảng - Kiêm nhiệm Thứ trưởng Bộ Quốc phòng                                                            |
| 2                                                            |                                 | Huỳnh Thúc Kháng (1876-1947)       | 2 tháng 3 năm 1946              | 21 tháng 4 năm 1947             | 1 năm, 50 ngày                  | Viện trưởng Viện Dân biểu Trung Kỳ                                           | - Không đảng phái - Kiêm nhiệm quyền Chủ tịch nước - Mất khi đang tại nhiệm                                                                                             |
| -                                                            |                                 | Phan Kế Toại (1892-1973)           | 21 tháng 4 năm 1947             | 1 tháng 5 năm 1947              | 186 ngày                        | Khâm sai Bắc Bộ                                                              | - Không đảng phái - Quyền Bộ trưởng Bộ Nội vụ (sau khi Huỳnh Thúc Kháng mất)                                                                                            |
| 3                                                            |                                 | Tôn Đức Thắng (1888-1980)          | 1 tháng 5 năm 1947              | 1 tháng 8 năm 1947              | 92 ngày                         | Phó Trưởng ban Thường trực Quốc hội                                          | - Ủy viên Trung ương Đảng - Kiêm nhiệm Phó Trưởng ban Thường trực Quốc hội - Đại biểu Quốc hội khóa I (1946-1960)                                                       |
| 4                                                            |                                 | Phan Kế Toại (1892-1973)           | 1 tháng 8 năm 1947              | 30 tháng 4 năm 1963             | 15 năm, 272 ngày                | Quyền Bộ trưởng Bộ Nội vụ                                                    | - Thành viên của Hội đồng Quốc phòng Tối cao - Ủy viên Đoàn Chủ tịch Mặt trận Tổ quốc Việt Nam - Phó Thủ tướng Chính phủ - Bộ trưởng tại vị lâu nhất (15 năm, 272 ngày) |
| 5                                                            |                                 | Ung Văn Khiêm (1910-1991)          | 30 tháng 4 năm 1963             | 14 tháng 4 năm 1971             | 7 năm, 349 ngày                 | Bộ trưởng Bộ Ngoại giao                                                      | - Ủy viên Trung ương Đảng - Đại biểu Quốc hội khóa II (1960-1971) |
| 6                                                            |                                 | Dương Quốc Chính (1918-1992)       | 14 tháng 4 năm 1971             | 5 tháng 6 năm 1975              | 4 năm, 52 ngày                  | Bộ trưởng Bộ Nông nghiệp                                                     | - Ủy viên Trung ương Đảng - Trung tướng Quân đội Nhân dân Việt Nam |
| Trưởng ban Tổ chức của Chính phủ (1975-1990)                 |                                 |                                    |                                 |                                 |                                 |                                                                              | |
| 7                                                            |                                 | Vũ Trọng Kiên (-)                  | 1 tháng 2 năm 1979              | 1 tháng 9 năm 1988              | 9 năm, 213 ngày                 | Không rõ thông tin                                                           | Không rõ thông tin |
| -                                                            |                                 | Trần Công Tuynh (1930-2009)        | 1 tháng 9 năm 1988              | 1 tháng 10 năm 1989             | 1 năm, 30 ngày                  | - Phó Bí thư Tỉnh ủy Thái Bình - Phó Chủ tịch Ủy ban Nhân dân tỉnh Thái Bình | Quyền Trưởng ban Tổ chức của Chính phủ |
| 8                                                            |                                 | Phan Ngọc Tường (1930-1997)        | 1 tháng 10 năm 1989             | 1990 (Bộ đổi tên)               |                                 | Bộ trưởng Bộ Xây dựng                                                        | - Ủy viên Trung ương Đảng khóa VI (1986-1991), VII (1991-1996) |
| Bộ trưởng, Trưởng ban Tổ chức - Cán bộ Chính phủ (1990-2002) |                                 |                                    |                                 |                                 |                                 |                                                                              | |
| (8)                                                          |                                 | Phan Ngọc Tường (1930-1997)        | 1990 (Bộ đổi tên)               | 1 tháng 12 năm 1996             | 7 năm, 61 ngày                  | Trưởng ban Tổ chức của Chính phủ                                             | - Ủy viên Trung ương Đảng khóa VI (1986-1991), VII (1991-1996) |
| 9                                                            |                                 | Đỗ Quang Trung (sinh năm 1946)     | 1 tháng 12 năm 1996             | 2002 (Bộ đổi tên)               |                                 | Tổng cục trưởng Tổng cục Du lịch                                             | - Ủy viên Trung ương Đảng - Bộ trưởng, Trưởng ban Tổ chức - Cán bộ Chính phủ                                                                                            |
| Bộ trưởng Bộ Nội vụ (2002-nay)                               |                                 |                                    |                                 |                                 |                                 |                                                                              | |
| (9)                                                          |                                 | Đỗ Quang Trung (sinh năm 1946)     | 2002 (Bộ đổi tên)               | 28 tháng 6 năm 2007             | 10 năm, 209 ngày                | Bộ trưởng, Trưởng ban Tổ chức - Cán bộ Chính phủ                             | - Ủy viên Trung ương Đảng - Đại biểu Quốc hội khóa XI (2001-2007) |
| 10                                                           |                                 | Trần Văn Tuấn (sinh năm 1950)      | 28 tháng 6 năm 2007             | 3 tháng 8 năm 2011              | 4 năm, 36 ngày                  | Chủ tịch Hội đồng nhân dân thành phố Hà Nội                                  | - Ủy viên Trung ương Đảng - Đại biểu Quốc hội khóa XII (2007-2011) |
| 11                                                           |                                 | Nguyễn Thái Bình (sinh năm 1954)   | 3 tháng 8 năm 2011              | 8 tháng 4 năm 2016              | 4 năm, 249 ngày                 | Bí thư Tỉnh ủy Nam Định                                                      | - Ủy viên Trung ương Đảng - Phó Trưởng ban Tổ chức Trung ương kiêm Phó Trưởng ban Tôn giáo Chính phủ - Đại biểu Quốc hội khóa XIII (2011-2016)                          |
| 12                                                           |                                 | Lê Vĩnh Tân (sinh năm 1958)        | 9 tháng 4 năm 2016              | 7 tháng 4 năm 2021              | 4 năm, 363 ngày                 | Thứ trưởng Bộ Nội vụ                                                         | - Ủy viên Trung ương Đảng - Đại biểu Quốc hội khóa XIV (2016-2021) |
| 13                                                           |                                 | Phạm Thị Thanh Trà (sinh năm 1964) | 8 tháng 4 năm 2021              | đương nhiệm                     | 4 năm, 68 ngày                  | Thứ trưởng Bộ Nội vụ                                                         | - Ủy viên Trung ương Đảng - Phó Trưởng ban Tổ chức Trung ương - Đại biểu Quốc hội khóa XV (2021-2026) - Nữ Bộ trưởng Bộ Nội vụ đầu tiên                                 |